# Ninon Vallin

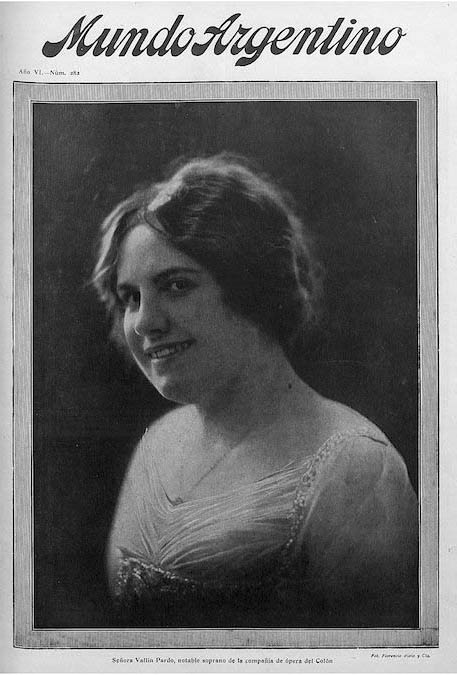
Ninon Vallin (vero nome: Eugenia Vallin Pardo, 1886-1961), che si esibì al Teatro Colón nel 1916

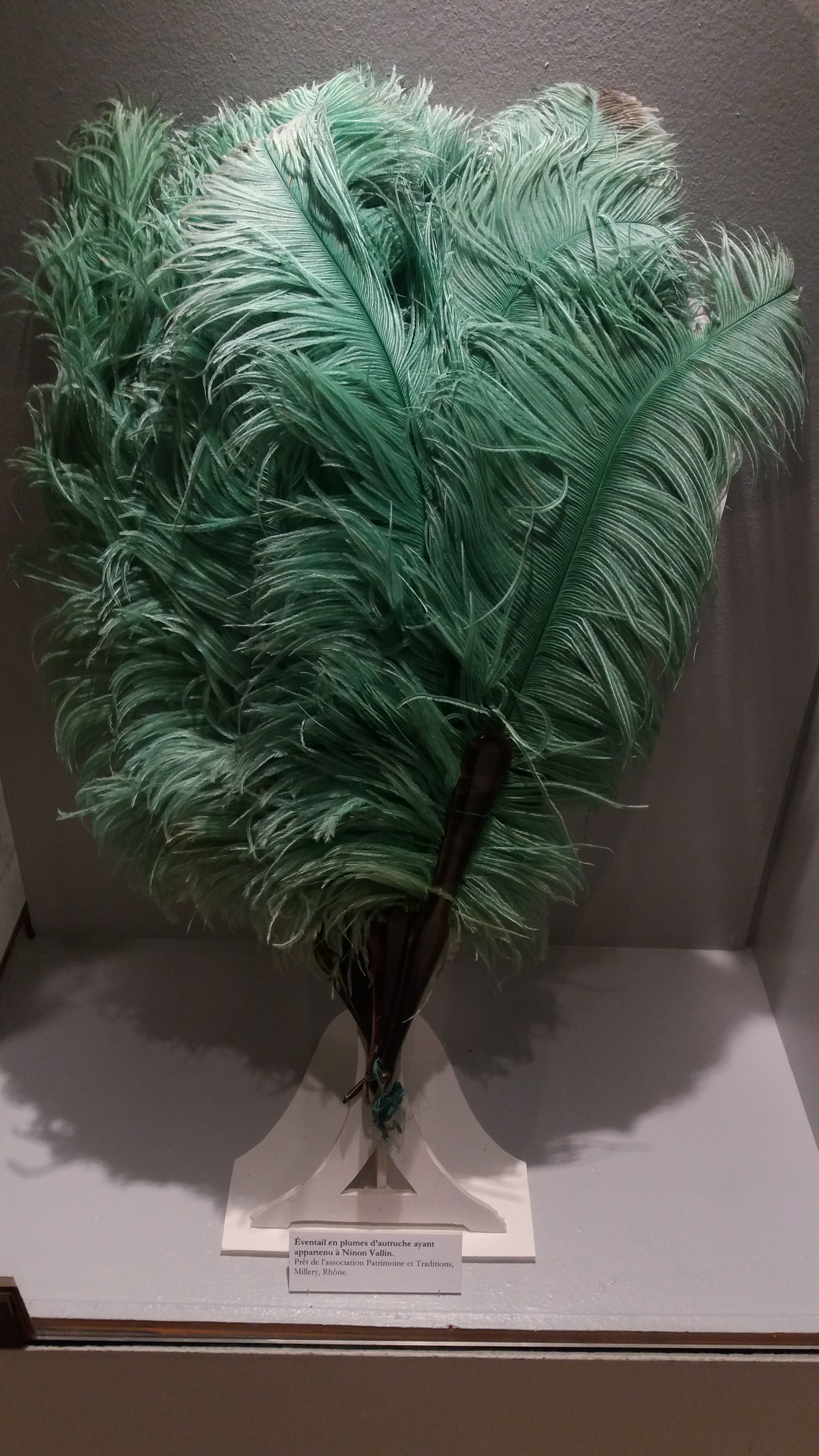
Ventaglio in piume di struzzo appartenuto a Ninon Vallin

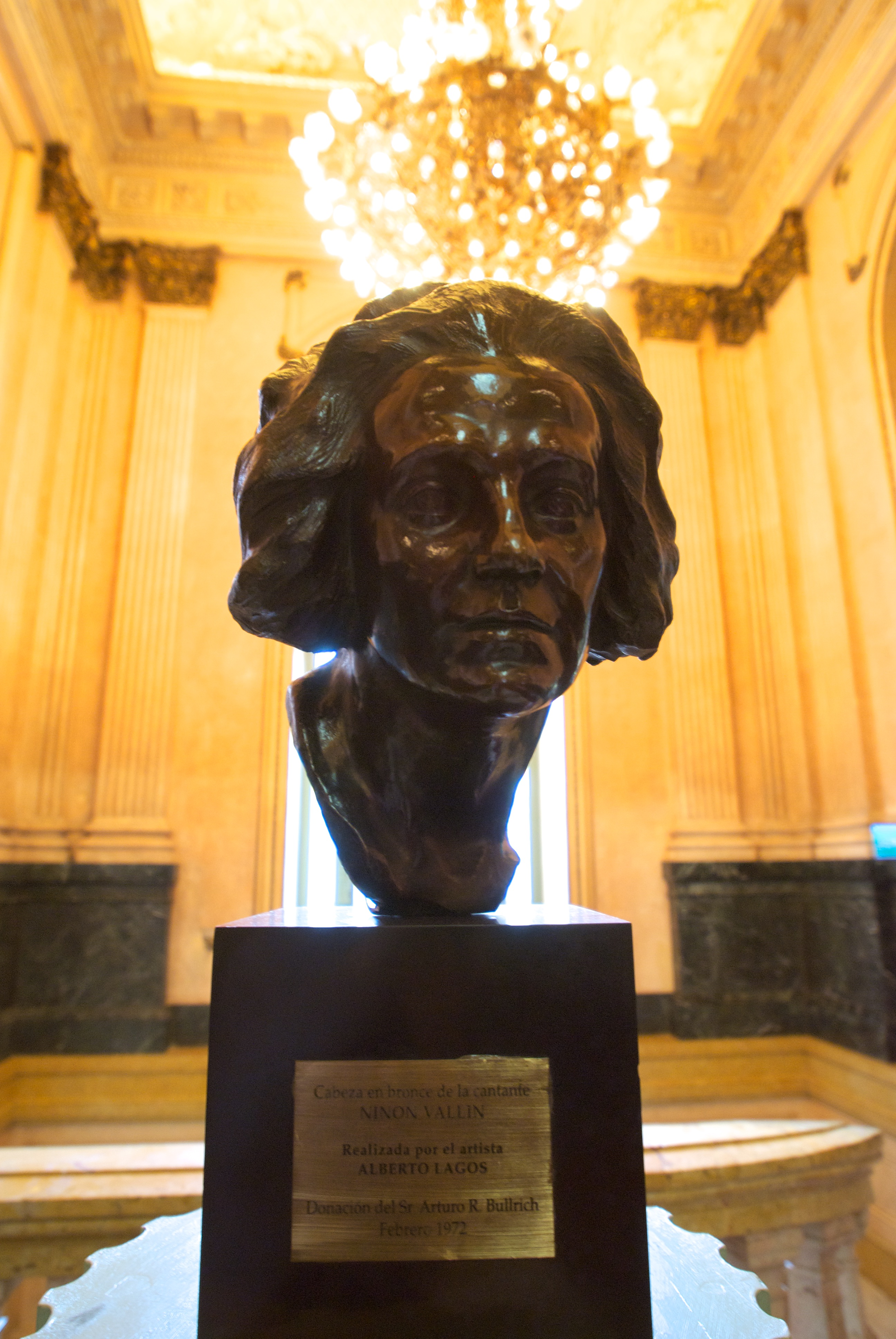
Busto della Vallin al Teatro Colon, Buenos Aires, Argentina

Eugénie Vallin, detta Ninon (Montalieu-Vercieu, 8 settembre 1886 – Millery (La Sauvagère), 22 novembre 1961), è stata un soprano lirico francese che ha raggiunto una notevole popolarità nell'opera, nell'operetta e nei recital di canto classico durante una carriera internazionale durata più di quattro decenni.

## Carriera
Eugénie Vallin nacque a Montalieu-Vercieu, una piccola città a circa 30 miglia a est di Lione. Studiò al Conservatorio di Lione e successivamente a Parigi. Inizialmente non aveva alcuna intenzione di diventare una cantante lirica, ma si preparava per una carriera come concertista.
Nel 1911 fu scelta da Claude Debussy per interpretare la parte della voce celeste nella prima esecuzione della sua opera Le martyre de Saint Sébastien. Continuò la sua collaborazione con Debussy, eseguendo la prima delle sue Trois poèmes de Stéphane Mallarmé nel 1914 alla Salle Gaveau di Parigi, accompagnata dal compositore. Lavorò anche intensamente con altri compositori contemporanei, tra cui Albert Roussel, Joaquín Nin-Culmell e Reynaldo Hahn; gli ultimi due la accompagnarono nelle incisioni delle loro opere.
Fu convinta a cantare l'opera nel 1912, apparendo in diversi ruoli all'Opéra-Comique, tra cui Micaëla (in Carmen), Mimì (in La bohème), Clara in Les cadeaux de Noël e il ruolo principale in Louise. Debuttò al Teatro Colón nel 1916 nel ruolo di Marguerite (in Faust), tornandovi regolarmente nei vent'anni successivi. Debuttò anche al Teatro alla Scala di Milano (nel 1916), a Roma (nel 1917), all'Opéra di Parigi nel ruolo di Thaïs (nel 1920) e all'Opera di San Francisco (nel 1934).
La varietà dei ruoli che interpretò era particolarmente ampia dal punto di vista vocale: Manon, Charlotte (in Werther), Juliette (in Roméo et Juliette), Marguerite (in Faust), Mignon, Zerlina (in Don Giovanni) e Mélisande. Cantò anche il trio delle eroine in I racconti di Hoffmann.
Nutriva un grande affetto per l'operetta francese e interpretò opere di Lecocq, Massé e Chabrier; negli anni '30 si cimentò persino nel music hall, cantando all'Alhambra di Parigi. La sua popolarità nel suo paese natale era tale che nel 1937 apparve anche in un film, Madelon's Daughter.
Lavorò con la maggior parte dei principali cantanti francesi dell'epoca, tra cui il famoso tenore Georges Thill, che lei non apprezzava. La sua voce era quella di un soprano lirico di buone capacità, ben equilibrato ma più forte nei registri medi e gravi; al culmine della carriera però, era anche in grado di cantare colorature acute, come dimostrano le registrazioni di arie di Bellini e Donizetti. Il suo tono era fresco e chiaro, con una dizione esemplare. Louise, Charlotte e Manon divennero i suoi ruoli più rappresentativi. Le sue interpretazioni furono descritte dal critico André Tubeuf come “l'epitome del buon canto ma anche del buon gusto”. La tecnica vocale sosteneva sia la sua versatilità che la longevità della sua carriera; ancora nel 1946, all'età di 60 anni, cantò la Contessa (in Le nozze di Figaro) e continuò a cantare e registrare fino agli anni '50. Tra il 1953 e il 1959 fu professore ospite al Conservatorio di Montevideo.

## Filmografia

### Attrice
- Les berceaux, regia di Dimitri Kirsanoff - cortometraggio (1935)
- La fille de la Madelon, regia di Jean Mugeli e Georges Pallu (1937)
- Ceux de demain, regia di Adelqui Millar e Georges Pallu (1938)

## Morte
Morì nel 1961, all'età di 75 anni, a La Sauvagère, la sua tenuta a Millery, vicino a Lione.

## Incisioni
Ninon Vallin ci ha lasciato una considerevole produzione di registrazioni a 78 giri, risalenti al periodo compreso tra il 1913 e i primi anni '50, che possono essere ascoltate in edizioni rieditate su CD. Molte di esse consistono in arie d'opera, ma vi sono anche dischi degni di nota di mélodies francesi di Fauré, Chausson e Hahn. Tra le registrazioni complete o semi-complete di opere liriche in cui ha preso parte figurano:
- Louise (versione ridotta); diretta da Eugène Bigot nel 1935;
- Werther; diretta da Elie Cohen nel 1931, con Georges Thill nel ruolo del tenore, in quella che è ancora considerata la registrazione più bella e idiomatica di quest'opera; e
- Les noces de Jeannette, diretta da Laurent Halet nel 1922.[10]

## Eredità
Una scuola francese a Valence porta il suo nome. Come pure una struttura per bambini con disabilità a Grenoble.